# Valea Budului, Bacău
Valea Budului este un sat în comuna Mărgineni din județul Bacău, Moldova, România.
Satul Valea Budului este situat la 7 kilometri de municipiul Bacău. Are o întindere de 4 kilometri și este străbătut de șoseaua ce leagă municipiul Bacău de municipiul Moinești. Din punct de vedere administrativ satul aparține de comuna Mărgineni a județului Bacău având totodată și o tabără turistică destinată în special copiilor, situată pe un drum secundar la aproximativ 4 kilometri de șosea. Populația locală este formată din săteni de origine română și din locuitorii băcăuani ce și-au construit aici case de vacanță.
În ultimii ani, zona taberei a devenit un loc de recreere pentru zilele sfârșitului de săptămână. Tabăra se află la 3,5 km de șoseaua ce leagă municipiile Bacău și Moinești. În același loc se află un poligon de orientare turistică ce se află în administrarea Clubului de Turism „Veniți cu Noi” Bacău.